# Teresa Díez

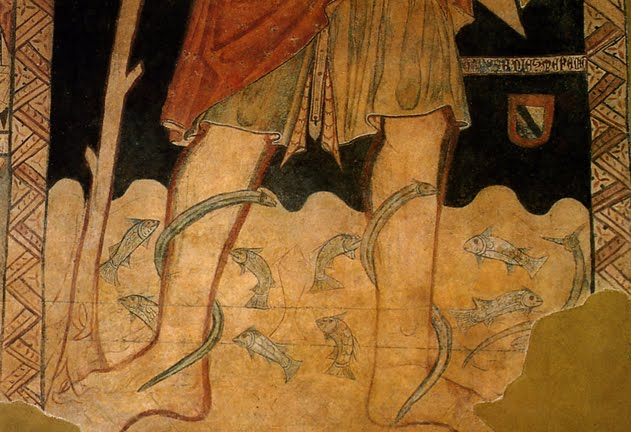
Único fragmento conservado de una pintura mural con la figura de San Cristóbal y la firma «teresa dieç me fecit». Iglesia de San Sebastián de los Caballeros, Toro (Zamora).

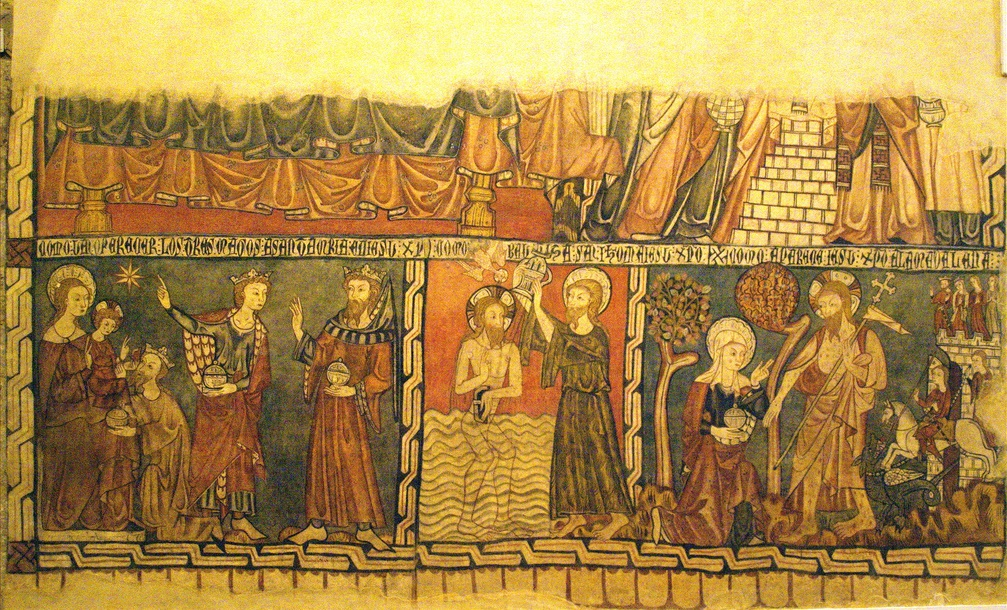
Epifania, Bautismo de Cristo y Aparición de Cristo a la Magdalena, pinturas murales al fresco seco pasadas a lienzo. Iglesia de San Sebastián de los Caballeros, Toro (Zamora).

El nombre de Teresa Díez aparece inscrito en unas pinturas murales al fresco seco procedentes del coro del Real Monasterio de Santa Clara de Toro (Zamora). La firma, «teresa dieç me fecit», se encuentra en el único fragmento conservado de un monumental San Cristóbal y sobre un escudo de armas que no ha podido ser identificado. Ocultas tras la sillería del coro y bajo la cal, las pinturas fueron descubiertas casualmente en 1955. En realidad siempre hubo constancia de la existencia de pinturas murales, pues una parte de ellas nunca se ocultaron, las correspondientes al fondo de un relicario dispuesto en el muro norte. Compradas a las monjas por la Dirección General de Arquitectura por 500 000 pesetas, fueron pasadas a lienzo por Antonio Llopart Castells en 1962 y depositadas en 1977 en la iglesia de San Sebastián de los Caballeros de Toro. De estilo gótico-lineal o franco-gótico y enmarcados en cenefas al modo de tapices, los murales comprenden un ciclo evangélico, del que solo restan íntegras las escenas correspondientes a la Epifanía, el Bautismo de Cristo y la Aparición de Cristo a la Magdalena ('Noli me tangere'), la historia de santa Catalina de Alejandría en veintiún compartimentos diversamente conservados, un ciclo dedicado a Juan el Bautista, formado por diez compartimentos, y algunos otros pequeños fragmentos. La reconstrucción del monasterio impulsada por María de Molina y concluida alrededor de 1316, ha permitido datar estos murales en fecha poco posterior.
De Teresa Díez no se ha encontrado ninguna otra noticia documental. Tomando como punto de partida la firma o inscripción localizada en las pinturas murales procedentes del monasterio de Santa Clara, ha sido tenida por pintora activa en la provincia de Zamora en la primera mitad del siglo XIV, quizá monja del mismo monasterio e influida por la escuela salmantina de Antón Sánchez de Segovia, si bien, considerando la mentalidad medieval y la importancia de los promotores de las obras artísticas, se ha sostenido también que la firma pudiera corresponder a la promotora de las labores decorativas y quien financió los murales y no a su autor material. La misma mano de las pinturas de Santa Clara se advierte, por otra parte, en las pinturas del testero de la iglesia de Santa María de La Hiniesta (Zamora), ocultas por el retablo mayor.